# أعصاب غربالية
الأعصاب الغربالية (بالإنجليزية: Ethmoidal sinuses)‏، التي تنشأ من العصب الأنفي الهدبي، وتزوّد الخلايا الغربالية. يترك الفرع الخلفي التجويف المداري من خلال الثقبة الغربالية الخلفية ويعطي بعض الخيوط إلى الجيب الأنفي الوتدي. هناك نوعان من الأعصاب الغربالية على كل جانب من الوجه:
- عصب غربالي أمامي
- عصب غربالي خلفي

## وصلات خارجية
- ufl.edu

## اقرأ أيضا
- تاريخ العلوم العصبية